# Мова риб
Мова риб — другий альбом гурту «Скрябін», який вийшов у 1993 році (ще рік він пролежав на полицях єдиної тогочасної студії у Львові). Оригінальна платівка виходила тільки на касетах, але саме на ній вперше був присутній техно-стиль, що був популярний на той час. Загалом Мова риб була незвичним записом для України. Синтетичний саунд, техно-ритми, пост-панкові ударні, неоромантичні мелодії, просто дивували поціновувачів музики. Записаний на «Студії Лева» у Львові альбом став першим офіційно виданим альбомом «Скрябіна». На обкладинці зображено 3-річного Кузьму.

## Список композицій
| #   | Назва           | Автор слів                    | Автор музики                           | Тривалість |
| --- | --------------- | ----------------------------- | -------------------------------------- | ---------- |
| 1.  | «Шось зимно»    | А. Кузьменко, Р. Домішевський | А. Кузьменко, С. Гера, Р. Домішевський | 4:56       |
| 2.  | «Чим пахне»     | А. Кузьменко                  | А. Кузьменко                           | 2:21       |
| 3.  | «Небо»          | А. Кузьменко                  | А. Кузьменко                           | 3:19       |
| 4.  | «Техносекс»     | А. Кузьменко                  | А. Кузьменко, С. Гера                  | 4:09       |
| 5.  | «Побєда»        | А. Кузьменко                  | А. Кузьменко, С. Гера                  | 4:25       |
| 6.  | «Холодний смак» | А. Кузьменко                  | А. Кузьменко                           | 5:50       |
| 7.  | «Turbo-techno»  | А. Кузьменко                  | А. Кузьменко, С. Гера                  | 4:12       |
| 8.  | «Оля»           | А. Кузьменко                  | А. Кузьменко                           | 2:55       |
| 9.  | «Осінь-зима»    | А. Кузьменко                  | А. Кузьменко, С. Гера                  | 6:06       |
| 10. | «Хорий спокій»  | А. Кузьменко                  | А. Кузьменко, С. Гера                  | 5:13       |
| 11. | «Най буде дощ»  | Р. Домішевський               | А. Кузьменко, Р. Домішевський          | 4:05       |

## Перевидання 1997 року

Обкладинка альбому 1997 року.

Виданий у 1997 році компанією NAC в Україні. До платівки увійшли майже всі пісні оригіналу (окрім композицій «Небо» та «Холодний смак»), старі речі («Не вмирай», «В очах» і «Сам» у новій обробці, невидана «Самотній в'язень», "На даху добре" (пісня, з якою гурт виступив на «Червоній руті» в 1991 р.), "Лишися того" (пісня, з якою гурт виступив на Таврійських іграх'95, бек-вокал Руслани Лижичко) і декілька абсолютно нових треків (записаних у період 1991–1993).

## Склад гурту
- Андрій «Кузьма» Кузьменко — вокал, музика, тексти, клавішні
- Сергій «Шура» Гера — музика, клавішні, аранжування
- Ростислав «Рой» Домішевський — бас-гітара, вокал, тексти,музика, аранжування
- Олександр Скрябін — звукорежисура, аранжування